# Transport w Austrii

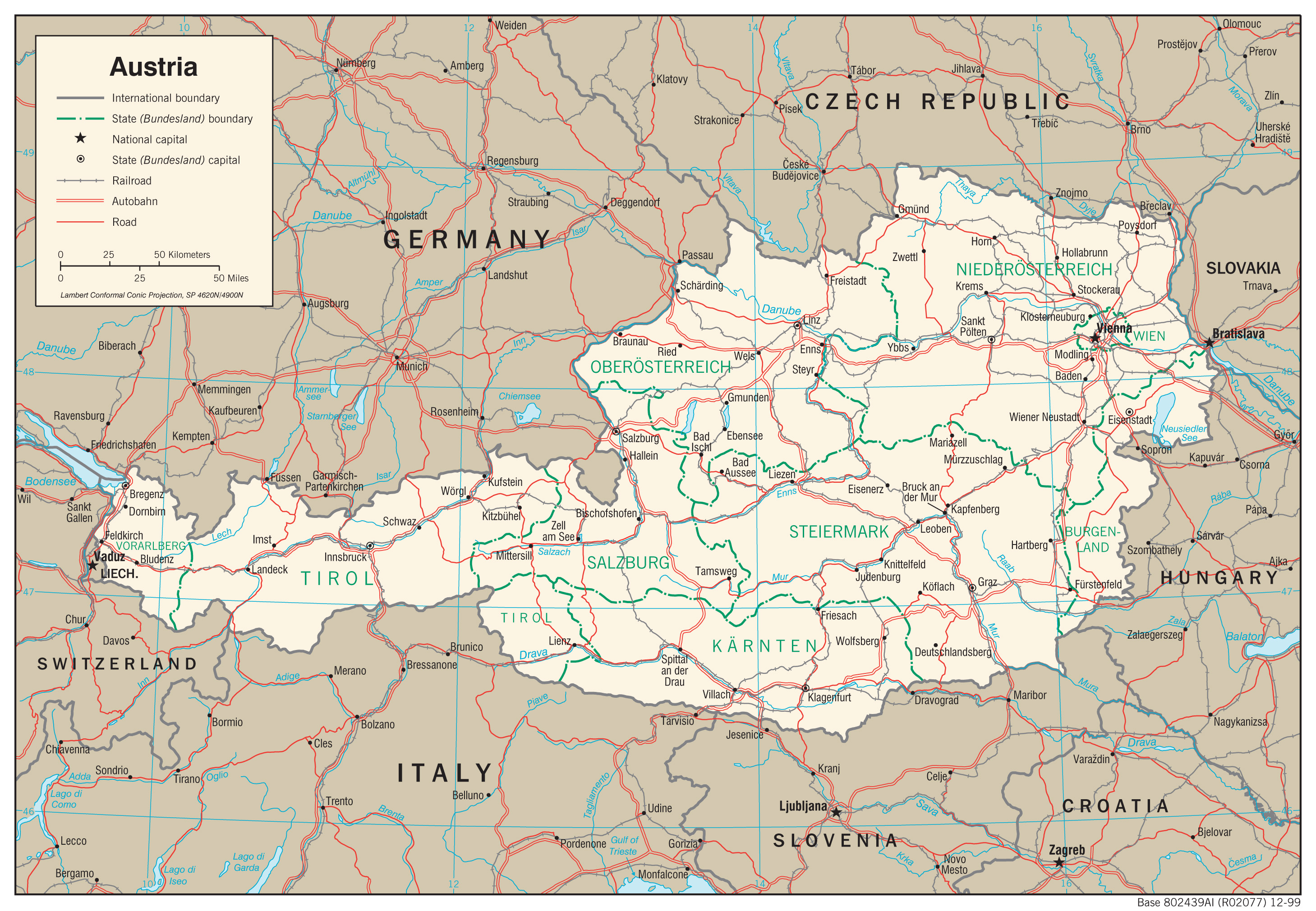
System transportowy Austrii, 2000

Transport w Austrii – system transportu działający na terenie Austrii.

## Transport drogowy
Gęsta sieć autostrad o długości 1,7 tys. km jest jedną z najdłuższych w Europie. Trakty biegną głównie ze środkowej i wschodniej Europy do Włoch oraz na Półwysep Bałkański.

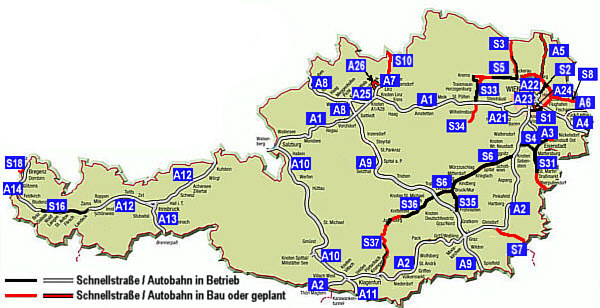
Sieć autostrad i dróg ekspresowych w Austrii

## Transport kolejowy
Przez terytorium Austrii przechodzą tranzytowe linie kolejowe o długości ok. 7 tys. km.

## Transport lotniczy
Austria dysponuje portami lotniczymi w następujących miastach: Wien-Schwechat, Linz, Salzburg, Innsbruck, Graz, Klagenfurt, obsługiwanych między innymi przez spółki: Austrian Airlines (AUA), Eurowings Europe.

## Transport wodny
Dużą rolę w transporcie odgrywa w Austrii żegluga śródlądowa, w tym wiedeński port rzeczny na Dunaju, osiągając rokrocznie rekordy obrotów w przewozach, głównie kontenerowych ładunków.